# Син пастуха
«Син пастуха» — радянський художній фільм 1954 року режисера Рафаїла Перельштейна знятий на Ашхабадській кіностудії. Екранізація однойменної п'єси («Син пастуха»/«Чопа огли», 1950) туркменських драматургів Гусейна Мухтарова і Кари Сейтлієва.

## Сюжет
Про долю сина пастуха, який став відомим лікарем-хірургом. 1925 рік. Глухий кишлак в Туркестані. Радянська влада ще не зміцніла, і жадібний бай Оразбай жорстоко експлуатує пастуха Дурди і підпаска Непеса, а його злісна дружина Меріем глумиться над дружинами наймитів Джерен і Акгуль. Набравшись сміливості пастух Дурди вимагає від бая розрахунку за десятирічну працю, гордо заявивши господареві, що «влада тепер не ваша і закон не ваш». Хитрий Оразбай провокує пастуха і підпаска на бійку, і коли Непес убитий падає без свідомості, слуга бая Кюйкі ножем Непеса вбиває пастуха Дурди. 1950 рік. Минуло чверть століття Радянської влади: тепер Джерен — знатна стахановка-ткаля, а син пастуха Кадам вивчившись став в Москві відомим хірургом. Змінилося і життя Непеса — колишній підпасок став почесним бавовнярем, героєм праці, депутатом, а його дочка Шекер стала відомою артисткою Туркменського оперного театру. Одного разу випадок знову зводить ці сім'ї: Кадам зустрічає Шекер і закохується в неї, але від матері дізнається, що Шекер — дочка того самого підпаска Непеса, який, як вважається, убив його батька. І життя, як би випробуючи Кадама, зіштовхує його з самим Непесом — його важко хворим привозять в ту клініку, де працює хірургом син пастуха Дурди, і тільки він може зробити складну операцію…

## У ролях
- Алти Карлієв — пастух Дурди / його син Кадам
- Сурай Мурадова — Джерен, мати Кадама
- Базар Аманов — Непес
- Мая Кулієва — Шекер, акторка, дочка Непеса
- Аман Кульмамедов — Соловйов, професор
- Мурад Сеїдніязов — Берди, художник
- Нурджемал Союнова — Акгюль
- Ата Дурдиєв — епізод
- Сарри Карриєв — епізод

## Знімальна група
- Режисер — Рафаїл Перельштейн
- Оператор — Михайло Каплан
- Композитори — Велі Мухатов, Олександр Холмінов
- Художник — Валентина Хмельова